# Parapleurophrycoides
Parapleurophrycoides is een geslacht van kreeftachtigen uit de klasse van de Malacostraca (hogere kreeftachtigen).

## Soort
- Parapleurophrycoides roseus Nobili, 1906